# Samuel Le Torriellec
Chef Samuel Le Torriellec (n. 24 martie 1974, Cherbourg⁠(d), Basse-Normandie, Franța) este un bucătar-șef francez, stabilit în România în 2008. 
Între anii 1990 - 1992, a făcut Liceul Hotelier Marland din Granville unde a obținut certificatul în bucătăria profesională - Certificat d'aptitude professionnelle CAP Cuisine.
Între 1992 - 1993, a obținut mențiunea de catering în Liceul Hotelier François Rabelais din Hérouville Saint Clair.
A pornit ca ajutor de bucătar și când a ajuns chef și-a dat seama că mai are de învățat și s-a mai întors o perioadă ca sous-chef într-un alt restaurant, să capete și mai multă experiență.
În Franța a lucrat prima oară în restaurantul La Tour d'Argent din Paris care avea 3 stele Michelin. Samuel a mai lucrat ca chef la restaurantul La Marée (cu o stea Michelin). 
În România, s-a remarcat la emisiunea MasterChef România, unde a apărut ca guest star în primul sezon, apoi ca jurat în ultimul sezon. Tot ca guest star a apărut și în emisiunea Chefi la Cuțite. 
În perioada 2012-2019, a fost bucătar chef al restaurantului L’Atelier care, împreună cu Hotelul Epoque ce-l găzduiește, a intrat, în anul 2018, în rețeaua Relais & Châteaux, cea mai prestigioasă asociație de ospitalitate din lume.
La restaurantul L’Atelier din cadrul hotelului Epoque, Samuel a pregătit masa pentru diverse celebrități din toată lumea precum Papa Francisc, Simona Halep, Mike Tyson, Adriana Lima sau Marie Fredriksson (Roxette). 
De România s-a îndrăgostit încă de când era copil, când tatăl său, fiind cadru militar, l-a plimbat peste tot. A lucrat cu Remus Nica (Managerul Arc Bakery, una dintre cele mai cunoscute brutării artizanale din România) și a ajuns, alături de el, în România. A venit pentru trei zile în România și nu a mai plecat niciodată. Prima dată, cei doi au lucrat împreună în restaurantul Fouquet’s de pe Champs-Elysées, Paris. 
Timp de doi ani a fost imaginea brandului OMV-Petrom unde a pregătit meniurile „Hot2Go” și „Fresh2Go” pentru restaurantele VIVA.  
Din 2018 colaborează cu Kaufland România și tot din 2018 este chef al restaurantului PopUp Dinner din București. 
În 2017, s-a alăturat ca bucătar voluntar gătind pentru comunitatea din comuna Corbi din județul Argeș, în proiectul „Antreprenorești - Adoptă un sat” inițiat de Romanian Business Leaders. 
Premii:
- În 2018, restaurantul L’Atelier de Samuel Le Torriellec a obținut premiul „Cel mai bun foie gras din București” în competiția „Topul Mâncărurilor Restocracy 2018”.
- În 2018, restaurantul L’Atelier a obținut premiul oferit de Restocracy pentru „Cel mai bun restaurant franțuzesc din București”.
- În 2019, restaurantul L’Atelier de Samuel Le Torriellec a obținut locul I la categoria „Best Hotel Fine Dining Restaurant” în Top Hotel Awards.

Samuel Le Torriellec are o fiică (Margaux), născută în anul 1999.